# Château-Larcher
Château-Larcher település Franciaországban, Vienne megyében. Lakosainak száma 1046 fő (2022. január 1.). Château-Larcher Aslonnes, Marnay és Vivonne községekkel határos.

## Népesség
A település népességének változása:
| Lakosok száma | 994  | 996  | 1031 | 1025 | 1039 | 1045 | 1048 | 1059 | 1046 |
|               | 2013 | 2015 | 2016 | 2017 | 2018 | 2019 | 2020 | 2021 | 2022 |